# È simpatico, ma gli romperei il muso
È simpatico, ma gli romperei il muso (César et Rosalie) è un film del 1972 diretto da Claude Sautet, interpretato da Yves Montand, Romy Schneider e Sami Frey.

## Trama
Rosalie è divorziata e vive con César, ricco, sicuro di sé e talvolta anche troppo estroverso, ma profondamente generoso e affezionato alla compagna. All'improvviso, nella vita dei due, ricompare David, un artista del quale Rosalie era innamorata in gioventù. Temendo di perdere l'amata, César chiede a David di trasferirsi con loro nella casa sull'Isola di Noirmoutier, e nel giro di breve tempo tra i due uomini si instaura un'amicizia profonda. Sentendosi esclusa, Rosalie, sempre mossa da un forte bovarismo verso il  tentativo di fuga dalla monotonia quotidiana, abbandona César e David, salvo poi tornare dal compagno.

## Critica
Per il Dizionario Morandini è un film «divertente e commovente», con «interpreti meravigliosi per naturalezza e precisione». Anche per il Dizionario Mereghetti «i tre protagonisti sono davvero superbi».

## Riconoscimenti
- 1973 – David di Donatello
  - Miglior attore straniero a Yves Montand